# 汤泉农场
汤泉农场，是中华人民共和国江苏省南京市浦口区下辖的一个类似乡级单位。

## 行政区划
汤泉农场下辖以下地区：
汤泉农场社区。